# Kakuru kujani
Kakuru kujani es la única especie conocida del género extinto Kakuru (laa. “Serpiente de la luz”) de dinosaurio terópodo que vivió a mediados del período Cretácico, hace aproximadamente 116 millones de años, en el Aptiense, en lo que es hoy Australia.

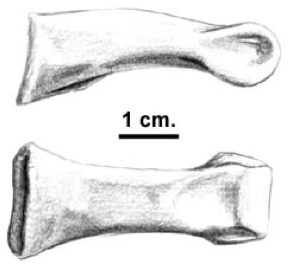
Posible falange.

Se lo reconstruyó como un pequeño terópodo de largas patas que alcanzó entre 1,5 los 2 metros y con una cola corta. Conocido por una tibia que se transformó en ópalo, una piedra semipreciosa, su nombre proviene de la serpiente arco iris de la mitología aborigen australiana, por los colores que tomó el fósil. Los restos fósiles del Kakuru fueron descubiertos en los campos de ópalo de Andamooka en el sur de Australia, en la Formación Maree. La primera noticia que se tuvo fue en 1973, en un mercado, fue vendido a un privado que lo tuvo en su poder durante 30 años, hasta que en el 2004 fue adquirido en 22 mil dólares por el South Australian Museum. Con solo una tibia para especular su clasificación es muy difícil.
Según lo expuesto en el blog "Theropod database" de Mickey Mortimer, este taxón se ha comparado favorablemente con Avimimus por Paul en 1988 y Molnar en una comunicación personal a Norman, en 1990 basándose en las esbeltas proporciones de la tibia, pero también se ven en muchos otros pequeños celurosaurios. Como la mayoría de las tibias de los celurosauriano todavía tienen tarsos proximales unidos, la comparación generalmente se limita a la forma de los bordes lateral y medial y del proceso ascendente astragalar. Además del proceso ascendente Avimimus, taxones tan variados como Garudimimus y Achillobator se acercan al contorno básico de la tibia de Kakuru. La altura de Kakuru es característico de los tiranoraptorino, aunque los megaraptorianos y los noasauridos se acercan a él. La relación de ancho a profundidad en la vista distal es al menos tan alta como la de los abelisáuroides y las tetanuros, pero menor que la de los maniraptores o Coelurus. La mayoría de los procesos ascendentes de los celurosaurianos son más extensos medialmente, excepto el Tugulusaurus y los ornitomimosaurios basales y los alvareazsauroides. El proceso ascendente fuertemente puntiagudo solo es rivalizado por Shuvuuia y Garudimimus , aunque Kakuru carece de la muesca medial característica de los procesos ascendentes de los alvarezsáuridos y ornitomimosaurios basales. Rauhut en 2005 abogó por una identidad abelisáuroide hecha por Salisbury et al. en  2007, basada en la cresta anterior que se extiende verticalmente medial al proceso ascendente, como se ve en Quilmesaurus, Masiakasaurus y Velocisaurus. Sin embargo, Rauhut en 2012 reconoció que esto también está presente en muchos otros terópodos, incluidos Chuandongocoelurus, Suchomimus y varios celurosaurianos basales. Agnolin y colaboradores en 2010 rebatió a Rauhut como reclamar Kakuru tenía una cresta mediana en la faceta del proceso ascendente, que notaron que es un artefacto tafonómico en ese taxón. Esos autores colocaron a Kakuru en Neotheropoda o Averostra incertae sedis, aunque esto puede reducirse aún más, ya que señalan correctamente que ningún ceratosauriano tiene un proceso ascendente tan alto. Kakuru es retenido como Tyrannoraptora incertae sedis.